# Vlastimil Lada-Sázavský
Vlastimil Lada-Sázavský (Praga, Àustria-Hongria, 31 de març de 1886 – Praga, Txecoslovàquia, 22 d'abril de 1956) va ser un tirador bohemi que va competir a principis del segle xx.
El 1906 va disputar els Jocs Olímpics d'Atenes, però quedà eliminat en sèries de la prova de floret individual. Dos anys més tard, als Jocs de Londres, disputà les quatre proves del programa d'esgrima. Guanyà la medalla de bronze en les competició de sabre per equips, formant equip amb Bedřich Schejbal, Otakar Lada, Vilém Goppold von Lobsdorf i Jaroslav Šourek-Tuček. En les proves d'espasa i sabre individual no aconseguí cap medalla.